# Raymond Vieussens
Raymond Vieussens (Le Vigan, 1641 – Montpellier, 16 agosto 1715) è stato un medico francese.

## Biografia
Nato a Vigan nel Rouergue, studiò medicina all'università di Montpellier dove si laureò nel 1670. Si trasferì in seguito a Parigi dove fu nominato medico della Grande Mademoiselle, poi si trasferì a Montpellier ove divenne medico, nel 1671, all'ospedale Saint-Éloi.
La sua attività era orientata principalmente verso lo studio del cervello e del sistema nervoso, interessandosi ugualmente alla psicologia e all'anatomia del cuore. Fornì anche descrizioni precise dei sintomi della stenosi mitralica e dell'insufficienza aortica.  Considerato un anatomista di talento, realizzò centinaia di autopsie.
Medico-consigliere ordinario di Luigi XIV, fu nominato membro dell'Accademia regia delle Scienze in Francia e membro dell'Accademia regia di Londra.

## Eponimia
Un certo numero di strutture anatomiche portano il suo nome:
- il centro ovale di Vieussens, situato nel cervello;
- la valvola di Vieussens o valvola medullare superiore;
- l'anello di Vieussens: rilievo muscolare esistente intorno alla fossa ovale sul tramezzo delle orecchiette[2];
- il ventricolo di Vieussens;
- l'ansa di Vieussens;
- il ganglio de Vieussens o ganglio celiaco;
- l'istmo di Vieussens o lembo della fossa ovale ;
- le vene di Vieussens o vene brachiocefaliche.